# Кармен Силвера
Кармен Дороти Бланш Силвера (енгл. Carmen Dorothy Blanche Silvera; Торонто, 2. јун 1922 – Денвил Хол, 3. август 2002) била је британска глумица. Остала је упамћена по улози Едит Артоа у британском ситкому Ало, ало! сниманом од 1982. до 1992. године.

## Биографија
Кармен Силвера је рођена 2. јуна 1922. године у Торонту, Онтарио, Канада.
Током Другог светског рата, Силвера је евакуисана у Монтреал и уско је побегла смрти када је у задњем тренутку њено име скинуто са листе путника СС Атеније, коју је убрзо потопио непријатељ, утопило се 350 деце. У Канади је похађала часове у Ballets Russes и појавила се у три њихове продукције. Када се вратила у Британију, осетила је да је њен позив глума и вежбала је на Лондонској академији за музику и драмску уметност, пре него што је стекла искуство у позоришту.
Силвера се први пут на телевизији појавила као телевизијска глумица у британској полицијској драми Z-Cars из 1960. године, а после се појавила као Камила Хоуп у ББЦ-овој сапуници Compact од 1964. до 1965. године. Играла је госпођу Ван Шујлер у Лили 1978, драмској серији ИТВ-а о будућности љубавнице Едварда VII, Лили Лангтри.
Најпознатија улога Кармен Силвере је Едит Мелба Артоа (антагонистичка супруга главног лика, власника кафеа Ренеа), коју је тумачила током целог емитовања серије Ало, ало!, од 1982. до 1992. године.
Током 1941. године удала се за Џона Канлајфа, но развели су се 1948, након 7 година брака. Са њим имала је једно дете.
Кармен је била пушач, и никако није могла оставити цигарету, те јој је у априлу 2002. дијагностициран рак плућа. Кармен је одбила кемотерапију, те је 3. августа 2002. године преминула у Денвил холу, дому за старе глумце у Нортвуду, Лондон, Енглеска.

## Улоге

### Улоге у ТВ серијама
- "Revolver" као разне улоге (2001)
- "Angels" као Шејла Таниклиф (1983)
- "'Allo 'Allo!" као Едит Мелба Артоа (1982–1992)
- "Whoops Apocalypse" (1982)
- "Play for Today" као Марсија (1975–1981)
- "The Gentle Touch" као Роуз (1980)
- "Maggie and Her" као госпођица Просер (1979)
- "Tales of the Unexpected" као Кармен Ла Роса (1979)
- "Lillie" као госпођа Ван Шујлер (1978)
- "Within These Walls" као Нен Хавергил (1975)
- "Doctor Who" као Клара (1966–1974)
- "Two Women" као Конкета (1973)
- "Father Dear Father" као госпођа Леминг (1973)
- "Dad's Army" као госпођа Греј (1970)
- "Boy Meets Girl" као Перландер Плин (1969)
- "Harry Worth" као госпођа Вол (1968)
- "Compact" као Камила Хоуп (1963–1965)
- "Crossroads" као госпођа Барни (1964)
- "Z Cars" (1962)

### Улоге у филмовима
- "La Passione" као бака (1996)
- "Keep It Up Downstairs" као госпођа Ботомли (1976)
- "On the Game" као госпођа Беркли (1974)
- "Clinic Exclusive" као Елса Фарсон (1971)